# Festival Vallenato (álbum del Binomio de Oro)
Festival Vallenato es el noveno trabajo discográfico del Binomio de Oro grabado por Codiscos y publicado el 22 de abril de 1982.
La puya ¡Upa ja! interpretado por el Binomio ha sido utilizada por el Canal Telecaribe durante sus transmisiones en vivo del Festival de la Leyenda Vallenata cada año. Sus mayoes éxitos fueron Porque no te tengo, Corazón indolente, Mi pedazo de cielo, Esa, Lamento provinciano, Las coplas del Binomio y Las dudas de amor.

## Canciones
1. Porque no tengo (Marcos Díaz) 4:33
2. Las coplas del Binomio (Binomio de Oro) 4:30
3. Esa (José Vásquez "Quévaz") 3:48
4. Donde quiera que vayas (Luciano Gullo Fragoso) 4:49
5. Corazón indolente (Hernando Marín) 4:25
6. Lamento Provinciano (Gustavo Gutiérrez) 4:05
7. ¡Upa ja! (Lisandro Meza) 4:51
8. Mi pedazo de cielo (Fernando Meneses Romero) 4:04
9. Llora mi corazón (Rosendo Romero) 4:53
10. Las dudas de amor (Rita Fernández Padilla) 4:15[1]

## Filmografía
Las canciones  Esa y Mi pedazo de cielo fueron parte de la banda sonora de la serie biográfica sobre Rafael Orozco, Rafael Orozco, el ídolo, y fueron interpretadas por el actor protagonista y exvocalista del Binomio de Oro, Alejandro Palacio.